# Fàbrica Bertrand i Serra
La Fàbrica Bertrand i Serra, més coneguda com la Fàbrica Nova, és un edifici de Manresa (Bages) catalogat com a bé cultural d'interès local en el Pla Especial Urbanístic de Protecció del Patrimoni Històric, Arquitectònic, Arqueològic, Paleontològic, Geològic i Paisatgístic de Manresa (PEUPM).

## Història
Manuel Bertrand i Salsas va ser el promotor de la fàbrica del Remei (situada més amunt del molí de la Pixarada i al costat del torrent de Sant Ignasi), per la qual cosa viatjà a Manchester per a comprar la maquinària i comprovar els darrers avenços tècnics. Les obres de construcció començaren el 23 de gener del 1893 i fou inaugurada el 20 de maig del 1894. Era la més important de la citutat i tenia uns 1.000 treballadors. L'obra va ser tan destacada que els membres del Consistori debateren la necessitat de dedicar un carrer als senyors Bertrand i Serra, però la proposta quedà posposada a l'espera de trobar l'adequat. Finalment, a la dècada del 1900, s'escollí el que discorre paral·lel a l'entrada principal de la fàbrica.
La «Fàbrica Nova» fou construïda entre 1922 i 1926, com a amplicació de la del Remei, i va ser inaugurada el 31 de març del 1926 pel rei Alfons XIII. L'arquitecte va ser Salvador Vinyals i Sabaté, que va projectar entre altres obres el teatre Tivoli o la Presó Model de Barcelona. L'obra la dirigí l'enginyer de la mateixa empresa, Mestres. La construcció la va portar a terme l'empresari Tarrats, de Manresa.
Sota el mandat del fill de Manuel Bertrand, Eusebi Bertrand i Serra (1877-1945), l'empresa va viure el seu moment d'esplendor. En la dècada de 1950 van treballar gairebé 3.000 persones en els telers i la filatura.
La fàbrica va tancar l'any 1990, després d'una llarga crisi, i els edificis foren embargats per la Seguretat Social, que el 1999 els adjudicà en subhasta pública a Sacresa i Recrave, amb la intenció de construir-hi un gran centre comercial i d'oci. Tanmateix, i després de diverses modificacions per tal d'ajustar-se al planejament, el projecte fou abandonat.
El 2006, la fàbrica començà un procés de remodelament que intentarà conservar i restaurar les quatre façanes exteriors i les quatre torres.

## Descripció
Edifici de línies sòbries, d'estil modernista industrial. L'ampliació dels anys 1920 consisteix en una gran nau de planta rectangular de 37 m d'ample i 54 m de llarg, amb quatre torres que flanquegen els extrems. A la planta baixa i primer pis hi havia la maquinària, i al soterrani les instal·lacions. La planta és diàfana, amb quatre crugies cobertes amb encavallades. La torre de la cara nord sobresurt de la façana lateral, i presenta un pis més que les altres tres torres, amb la finalitat de donar més relleu a l'entrada principal. Les obertures són espaioses i estan emmarcades amb totxo, mentre que els paraments són obrats amb pedra.
Davant per davant de la fàbrica, a l'altra banda de l'avinguda Bertrand i Serra i ocupant també part del carrer del Bisbe Comes i la carretera del Pont de Vilomara, hi ha el conjunt residencial de la Fàbrica Nova, d'estil noucentista, i probablement obra de l'arquitecte de la fàbrica, Antoni Coll. Els edificis de dos pisos del conjunt es van construir primer, el 1948, mentre que els blocs de tres pisos van ser enllestits entre el 1952 i el 1956.